# Campeonato Catarinense de Futsal de 2022
O Campeonato Catarinense de Futsal de 2022 foi a 63ª edição da principal competição da modalidade no estado, sua organização foi de competência da Federação Catarinense de Futebol de Salão. O campeão teve vaga garantida na Taça Brasil de Futsal.
O título dessa temporada ficou com o clube do norte do estado que venceu fora de casa no primeiro jogo pelo placar de 1 a 0 e na partida de volta jogando em casa, venceu novamente por 2 a 1, se consagrando campeão e batendo o recorde de maior campeão estadual com 11 títulos.

## Regulamento
Os dez clubes jogaram entre si em turno e returno, classificando as oito melhores equipes para a segunda fase. Nessa fase o 1º colocado enfrentou o 8º, o 2º encarou o 7º, o 3º colocado pegou o 6º e o 4º colocado enfrentou o 5º classificado. 
A partir da fase final as equipes classificadas se enfrentaram no sistema de confronto eliminatório, em jogos de ida e volta, com o mando de campo da segunda partida para a equipe melhor classificada.
Critérios de Desempate
1. confronto direto;
2. maior número de vitórias;
3. maior saldo de gols;
4. maior número de gols marcados;
5. menor número de gols sofridos;
6. menor número de cartões vermelhos;
7. menor número de cartões amarelos;
8. sorteio.

## Fase final
Em itálico, as equipes que disputarão a primeira partida como mandante. Em negrito, as equipes classificadas.
|  | Quartas de final               | Quartas de final               | Quartas de final               | Quartas de final               |   |           | Semifinais         | Semifinais         | Semifinais         | Semifinais         |  |         | Final               | Final               | Final               | Final               |  |  |
|  | 26 de novembro a 4 de dezembro | 26 de novembro a 4 de dezembro | 26 de novembro a 4 de dezembro | 26 de novembro a 4 de dezembro |   |           | 6 a 11 de dezembro | 6 a 11 de dezembro | 6 a 11 de dezembro | 6 a 11 de dezembro |  |         | 14 a 17 de dezembro | 14 a 17 de dezembro | 14 a 17 de dezembro | 14 a 17 de dezembro |  |  |
|  |                                |                                |                                |                                |   |           |                    |                    |                    |                    |  |         |                     |                     |                     |                     |  |  |
|  | Joinville                      | 4                              | 5                              | 9                              |   |           |                    |                    |                    |                    |  |         |                     |                     |                     |                     |  |  |
|  | São Francisco                  | 1                              | 0                              | 1                              |   |           |                    |                    |                    |                    |  |         |                     |                     |                     |                     |  |  |
|  | São Francisco                  | 1                              | 0                              | 1                              |   | Joinville | 0                  | 1                  | 1                  |                    |  |         |                     |                     |                     |                     |  |  |
|  |                                |                                |                                |                                |   | Joinville | 0                  | 1                  | 1                  |                    |  |         |                     |                     |                     |                     |  |  |
|  |                                | Tubarão                        | 1                              | 1                              | 2 |           |                    |                    |                    |                    |  |         |                     |                     |                     |                     |  |  |
|  | Joaçaba                        | Tubarão                        | 1                              | 1                              | 2 | 3         | 3                  | 6                  |                    |                    |  |         |                     |                     |                     |                     |  |  |
|  | Joaçaba                        |                                |                                |                                |   | 3         | 3                  | 6                  |                    |                    |  |         |                     |                     |                     |                     |  |  |
|  | Blumenau                       | 2                              | 1                              | 3                              |   |           |                    |                    |                    |                    |  |         |                     |                     |                     |                     |  |  |
|  | Blumenau                       | 2                              | 1                              | 3                              |   |           |                    |                    |                    |                    |  | Tubarão | 0                   | 1                   | 1                   |                     |  |  |
|  |                                |                                |                                |                                |   |           |                    |                    |                    |                    |  | Tubarão | 0                   | 1                   | 1                   |                     |  |  |
|  |                                | Jaraguá                        | 1                              | 2                              | 3 |           |                    |                    |                    |                    |  |         |                     |                     |                     |                     |  |  |
|  | Jaraguá                        | Jaraguá                        | 1                              | 2                              | 3 | 2         | 3                  | 5                  |                    |                    |  |         |                     |                     |                     |                     |  |  |
|  | Jaraguá                        |                                |                                |                                |   | 2         | 3                  | 5                  |                    |                    |  |         |                     |                     |                     |                     |  |  |
|  | São Lourenço                   | 1                              | 2                              | 3                              |   |           |                    |                    |                    |                    |  |         |                     |                     |                     |                     |  |  |
|  | São Lourenço                   | 1                              | 2                              | 3                              |   | Jaraguá   | 3                  | 4                  | 7                  |                    |  |         |                     |                     |                     |                     |  |  |
|  |                                |                                |                                |                                |   | Jaraguá   | 3                  | 4                  | 7                  |                    |  |         |                     |                     |                     |                     |  |  |
|  |                                | Joaçaba                        | 2                              | 2                              | 4 |           |                    |                    |                    |                    |  |         |                     |                     |                     |                     |  |  |
|  | Tubarão                        | Joaçaba                        | 2                              | 2                              | 4 | 3         | 6                  | 9                  |                    |                    |  |         |                     |                     |                     |                     |  |  |
|  | Tubarão                        |                                |                                |                                |   | 3         | 6                  | 9                  |                    |                    |  |         |                     |                     |                     |                     |  |  |
|  | Curitibanos                    | 2                              | 2                              | 4                              |   |           |                    |                    |                    |                    |  |         |                     |                     |                     |                     |  |  |

## Premiação
| Campeonato Catarinense de Futsal de 2022 |
| ---------------------------------------- |
|                                          |
| Jaraguá Campeão (11º título)             |